# 正宗約會電影
《正宗約會電影》（英語：Date Movie），2006年戲仿浪漫愛情電影的作品，導演及 劇本是Jason Friedberg及Aaron Seltzer。主演是Alyson Hannigan、Adam Campbell、Sophie Monk、Eddie Griffin、Fred Willard、Jennifer Coolidge和Mauricio Sanchez。續集《正宗約會電影2》於2009年上映。

## 劇情

### 惡搞電影
- 《再見鍾情》（A Lot Like Love）
- 《灰姑娘的玻璃手機》（A Cinderella Story）
- 《情到深處》（Say Anything）
- 《一吻定江山》（Never Been Kissed）
- 《妙麗的春宵》（Muriel's Wedding）
- 《情陷紅磨坊》（Moulin Rouge）
- 《BJ單身日記》（Bridget Jones's Diary）
- 《門當父不對》（Meet the Parents）
- 《門當父不對2：親家路窄》（Meet the Fockers）
- 《我的希臘婚禮》（My Big Fat Greek Wedding）
- 《追殺比爾》（Kill Bill）
- 《拿破崙炸藥》（Napoleon Dynamite）
- 《全民情聖》（Hitch）
- 《鐵男躲避球》（Dodgeball: A True Underdog Story）
- 《魔戒首部曲：魔戒現身》（The Lord of the Rings: The Fellowship of the Ring）
- 《金剛》（King Kong）
- 《遇上波莉》（Along Came Polly）
- 《史密斯任務》（Mr. & Mrs. Smith）
- 《婚禮終結者》（Wedding Crashers）
- 《當哈利遇上莎莉》（When Harry Met Sally）
- 《麻雀變鳳凰》（Pretty Woman）
- 《絕配冤家》（How to Lose a Guy in 10 Days）
- 《金法尤物》（Legally Blonde）
- 《征服情海》（Jerry Maguire）
- 《新娘百分百》（Notting Hill）
- 《美麗蹺家人》（Sweet Home Alabama）
- 《野獸婆婆》（Monster In Law）
- 《辣妹過招》（Mean Girls）
- 《星際大戰三部曲：西斯大帝的復仇》（Star Wars Episode III: Revenge of the Sith）
- 《吉屋出租》（Rent）
- 《男人百分百》（What Women Want）
- 《哈拉英國派》（Kevin and Perry Go Large）
- 《小姐好白》（White Chicks）
- 《麻雀變公主》（The Princess Diaries）
- 《鳥籠》（The Birdcage）
- 《手札情緣》（The Notebook）
- 《辣媽辣妹》（Freaky Friday）
- 《我愛貝克漢》（Bend It Like Beckham）
- 《愛上新郎》（The Wedding Planner）
- 《新娘不是我》（My Best Friend's Wedding）
- 《美國情緣》（Serendipity）
- 《街舞狂潮》（Rize） (regarding the krumping style of dance)
- 《窈窕美眉》（She's All That）
- 《我愛上流》（Fun With Dick And Jane）
- 《慾望街車》（A Streetcar Named Desire）
- 《情人眼裡出西施》（Shallow Hal）
- 《40處男》（The 40-Year Old Virgin）

### 電視秀
- Pimp My Ride
- Britney and Kevin: Chaotic
- Desperate Housewives
- Extreme Makeover and Extreme Makeover: Home Edition
- Grey's Anatomy
- The Price Is Right
- Chapelle's Show ("I'm rich, biach" quote)
- Twin Peaks
- The Bachelor

### 其他
- Paris Hilton's Carl's Jr. / Hardee's advertisement
- Michael Jackson
- The Girls Gone Wild videos ads
- The internet phenomenon Bumfights
- Candy Shop by 50 Cent
- iPod
- Britney Spears and Kevin Federline
- Best Buy
- Taco Bell

## 演員
- 艾莉森·漢尼根 飾 茱莉亞·瓊斯（Julia Jones）
- 亞當·坎貝爾 飾 葛蘭·法克多德（Grant Fockyerdoder）
- Sophie Monk 飾 安迪（Andy）
- 珍妮佛·庫里姬 飾 Roz Fockyerdoder
- Fred Willard 飾 Bernie Fockyerdoder
- 艾迪·葛瑞芬 飾 法蘭克·瓊斯（Frank Jones）
- Tony Cox 飾 全民情聖
- Nina Avetisova 飾 Bachelorgirl
- Bridget Ann Brno 飾 Bridget Jones
- Carmen Electra 飾 本人
- Valery Ortiz 飾 Jell-O
- Andrea Kosarew 飾 Deaf Woman
- Tom Fitzpatrick 飾 甘道夫
- Tom Lenk 飾 佛羅多
- Judah Friedlander 飾 瑞奇
- Gianfranco L'Amore 飾 金剛
- Marie Matiko 飾 Betty
- Josh Meyers 飾 奧森·威爾斯
- Edward Moss 飾 麥可·傑克森
- Mauricio Sanchez 飾 Eduardo
- Meera Simhan 飾 琳達
- Nadia Dina Ariqat 飾 布蘭妮
- Matt Austin 飾 消防員
- Nick Steele 飾 凱文
- Lil Jon飾 演自己
- Beverly Polcyn 飾 貓女
- Sarah Michelle Gellar 飾 Boogeywoman
- Midajah McCullum 飾 Sales Girl

## DVD
- 《正宗約會電影》DVD於2006年5月30日發行上市。
- 《正宗約會電影》內許多言語有粗俗的性暗示，美國電影協會評級為PG-13。在DVD版本沒有被評級。
- DVD內容有英語和法語發音，包含2 commentaries, a commentary featuring two critics who apparently did not like the film, and an audience track from a test screening等內容。

## 票房
| 首週票房 US$ 22,000,611  |
| 國內票房 US$ 55,368,488  |
| 國外票房 US$ 123,345,100 |
| 全球票房 US$ 178,604,194 |

## 外部連結
- 官方網站
- 出pool （页面存档备份，存于）
- 互联网电影数据库（IMDb）上《正宗約會電影》的资料（英文）
- 爛番茄上《正宗約會電影》的資料（英文）
- Box Office Mojo上《正宗約會電影》的資料（英文）
- 《正宗約會電影》片段 （页面存档备份，存于）